# Neozoic
Era Neozoică, numită și Neozoic sau Cenozoic (însemnând "viață nouă", din greacă καινός (kainos), "nou", și ζωή (zoe), "viață"), este cea mai recentă dintre cele trei ere geologice clasice. Cuprinde cei 65,5 milioane de ani, începând de la sfârșitul Cretacicului (Mezozoic), când au dispărut ultimii dinozauri tereștri. Durează până astăzi. În decursul acestei ere continuă dezvoltarea mamiferelor și apare omul.
Această eră se îmaprte în 3 subdiviziuni geologice: "Paleogen" ; "Neogen" și "Cuaternar"(atestat in 1963 ca omul s-a dezvoltat in această era, iar in 1987 geologii au descoperit ca aceasta era dureaza 70 de milioane de ani). Era Neozoica , sau “era vieții recente”, cuprinde ultimii 66 milioane de ani din istoria lumii. De-a lungul acestei durate peisajul fizic și formele de viață au prins contur și au ajuns la o formă apropiată de cea de astăzi.
Era Neozoică era pusă mai demult în opoziție cu o eră ulterioară, Cuaternară, caracterizată prin apariția omului. Era un act de mândrie cu care omul spera să scape de realitățile biologice, ale descendenței lui animale. Când aceasta nu a mai putut fi contestată, omul a fost nevoit să-și ia poziția modestă de fosil conducător cel mult pentru o perioadă, ceea ce a dus la detronarea Cuaternarului din rangul de eră. Așa se face că, în scara stratigrafică modernă, Neozoicul are următoarea împărțire: Paleogen(40 milioane de ani), Neogen (22 milioane de ani) și Cuaternar, sau Antropogen (1.8 milioane de ani). Numele primelor două perioade semnifică faptul că la început formele de viață au avut un caracter vechi în raport cu cele de astăzi, dobândind ulterior caracterul modern, actual, iar ultimul termen, Antropogen, înseamnă « vremea ce a dat naștere omului »
În ce privește lumea vegetală din Neozoic, puțin de spus. Încă din Cretacic, ca urmare a formării catenelor alpine și a modificărilor climatice și geografice, flora a fost înlocuită de flora neofitică, foarte asemănătoare cu cea actuală.  Cu alte cuvinte, toate formele primitive de plante au regresat, lăsând loc acelor perfecțiuni de organizare și frumusețe care sunt plantele cu flori. Cu origini timide încă de la începutul Mezozoicului, ele cunosc în Cretacic o mare dezvoltare, pentru ca la începutul Paleogenului o adevarată explozie să întroneze definitiv mai toate familiile ai căror reprezentanți constituie flora actuală.
În lumea animală, cu decalajul impus de adaptarea la noile condiții de hrană, revoluția neozoică apare mai târziu. Dar, în mod ciudat, nu cu acestea se definește începutul Neozoicului, ci cu fapte negative: dispariția amoniților și a reptilelor gigantice. Există totuși și un criteriu pozitiv, apariția unor organisme unicelulare, foraminiferele de talie mare, numite Numulitide, ce nu vor exista decât în Paleogen, de unde și tendința de a denumi această perioadă, Numulitic.
În afară de numuliți, Neozoicul este, în domeniul nevertebratelor, era necontestată a moluștelor, mai precis, a scoicilor și a melcilor. Ele sunt adaptate apei sărate marine și apei dulci, iar melcii până și vieții de uscat.
Un eveniment important al Neozoicului a fost dezvoltarea mamiferelor, care apăruseră încă din Triasicul târziu. Deși, în timpul acela, dominația totală a dinozaurilor nu lăsa loc altor viețuitoare, mamiferele au rămas retrase în spațiu. Pe la sfârșitul Mezozoicului, dinozaurii și alte reptile au încetat să domine teritoriul. Abia după ce dinozaurii au fost eradicați, mamiferele au ocupat locul de clasă dominantă pe uscat. Acesta este un exemplu important în care putem realiza, cu ajutorul fosilelor, cum un grup îl poate înlocui pe altul mai mare.
Mamiferele se deosebesc de reptile în mai multe privințe. Printre aceste diferențe, mamiferele se nasc vii și își mențin temperatura corporală, de aceea se numesc și ființe « cu sânge cald ». Acest lucru le-a ajutat să supraviețuiască în regiunile reci și să-și găsească hrana de-a lungul oricărui anotimp sau moment al zilei. Alte adaptări specifice mamiferelor au fost dezvoltarea părului pe corp și evoluția inimii și a plămânilor.
Imediat după dispariția reptilelor, două grupuri de mamifere, marsupialele și placentarele, s-au dezvoltat și s-au desfășurat în teritoriu.  
Un prim grup îl costituie mamiferele fără placentă, marsupialele, cu o mare răspândire pe toate continentele și cu o mare varietate de forme, restrâns astăzi doar la Australia și America de Sud. Dintre mamiferele cu placentă, care formează marea majoritate a mamiferelor în general, grupul primitiv al insectivorelor este important, căci din el se trag probabil celelalte placentare. Carnivorele au început cu forme primitive în Paleogen (cum ar fi strămoșii hienei), ajungând până la forme evoluate, ca Machairodus, cel mai temut dușman al erbivorilor, ce avea colți ca niște baionete de o jumătate de metru. Erbivorele au început tot cu forme primitive, pentru ca, pe la mijlocul Paleogenului să se diferențieze cele trei ordine importante ce cuprindeau proboscidienele (de exemplu elefanții), animalele cu copite perechi, paricopitatele (de pildă caii) și cele cu copite nepereche, imparicopitatele (rumegătoarele s.a.). La toate, în lunga evoluție a lor se observă o complicareșsi specializare a dentiției, o mărire a taliei și o lungire a picioarelor. O astfel de evoluție se observă, de pildă, la proboscidieni, care au început cu forme de mărimea unui porc mistreț în Paleogen, pentru a ajunge apoi în Miocen la forme ce aveau peste 4 m înălțime, așa cum se vede la scheletul de Dinotherium gigantissimum găsit lângă Vaslui, expus la muzeul Antipa din București. Dintre speciile înrudite rinocerilor, este de reținut imensul Baluchiterium, considerat cu cei 5 m lungime și 4 înălțime, cel mai mare mamifer terestru ce a existat vreodată.
Tabloul faunei Neozoice se completază cu rozătoare, specii de lilieci etc. și cu primatele (maimuțele) ce ne interesează în mod deosebit, căci din ele va lua naștere omul. Ele au apărut încă de la începutul Paleogenului cu forme primitive (lemuroide), dar la sfârșitul perioadei sunt deja prezente antropoidele, dintre care forma Propliopithecus stă, probabil, la originea omului.
Bogata lume vegetală și animală a Neozoicului era adaptată unui relief variat și unor climate diversificate pe care le crease marea revoluție tectonică alpină. În general, climatul era mai cald decât cel actual, de unde și răspândirea savanelor, pe care le populau turmele erbivore, pândite de rapacele carnivore. Aceste savane vor fi distruse în mare măsură de urgia glaciară.
Marea fărâmițare a continentelor, pe care o cunoaște astăzi globul, s-a realizat în Neozoic prin separarea mai departe a plăcilor, proces început în Mezozoic. Atlanticul de Sud ia acum proporțiile unui ocean, se desăvârșește separarea Australiei de Antarctica, iar peninsulele Europei (Iberică, Italică și Balcanică) își ocupă pozițiile actuale. Subducțiile din jurul Mediteranei duc la ridicarea lanțurilor alpine mai tinere (de pildă Subcarpații noștri) iar India, desăvârșindu-și călătoria, ajunge să se ciocnească de Asia, ridicând aici cel mai grandios lanț de munți, Himalaya. Interesantă este desprinderea insulei Madagascar de Africa, ea plecând la începutul Paleogenului cu o faună primitivă de mamifere, pe care o conservă până astăzi, ferită fiind de imixțiunea altor forme evoluate care în alte părți ale lumii au distrus pe cele primitive.